# سرچشمه سفلی
سرچشمه سفلی، روستایی از توابع بخش مرکزی شهرستان رامهرمز در استان خوزستان ایران است.

## جمعیت
این روستا در دهستان حومه‌غربی قرار دارد و براساس سرشماری مرکز آمار ایران در سال ۱۳۸۵، جمعیت آن ۲۱۰ نفر (۴۹خانوار) بوده‌است.

## طبیعت
دارای چشمه های فراوان می‌باشد که این چشمه ها به هم پیوسته وبه نام گوپال نام گذاری می‌شود.

## گردشگری
امامزاده بی بی تاج در حوالی روستا قراردارد که فضای کاملا توریستی دارد و از شهرهای همجوار برای دیدن به آنجا می آیند.فضای کاملا سرسبز و خوش آب و هوایی برای گذراندن اوقات است.